# Adler-Apotheke (Winterthur)

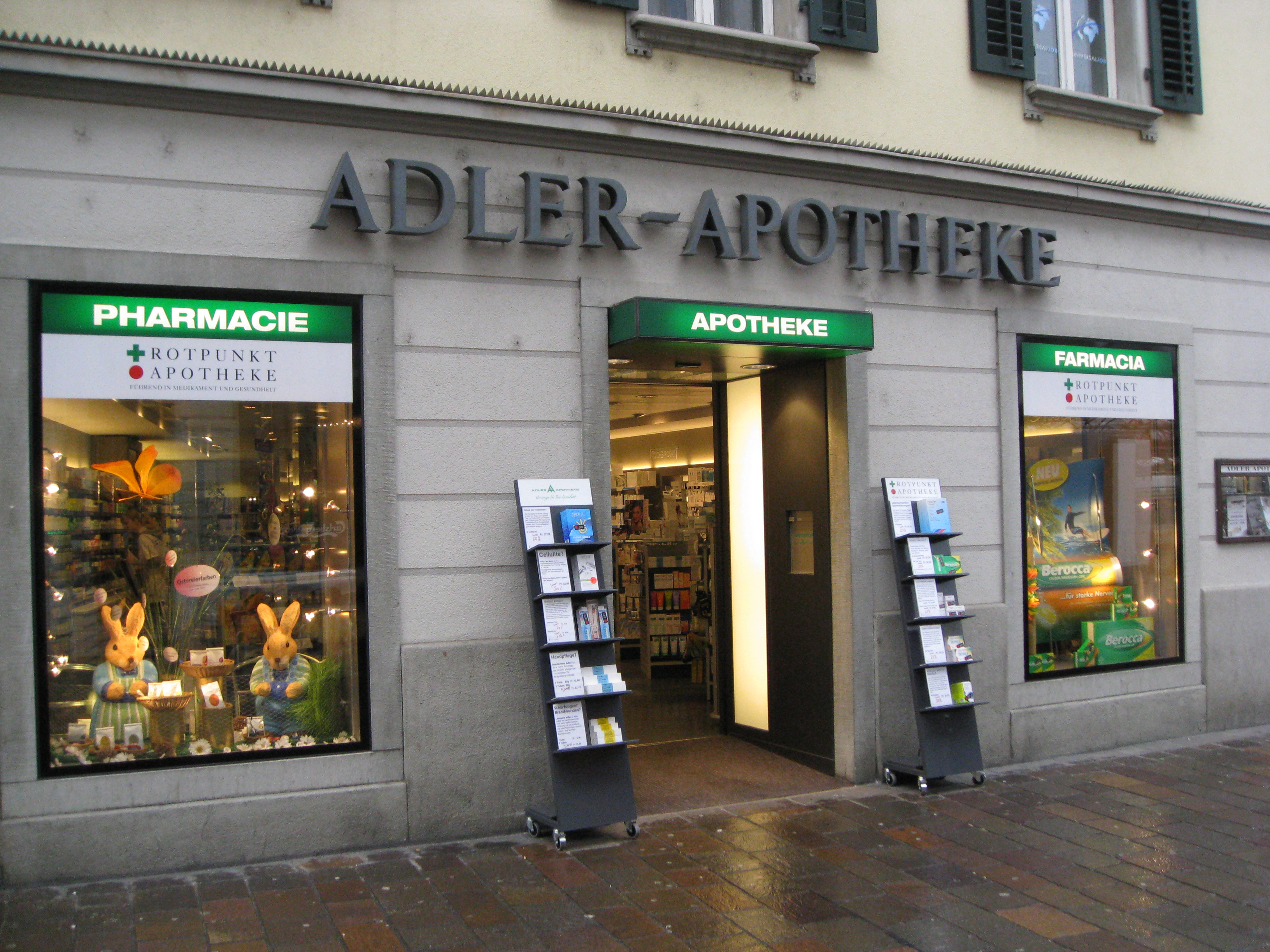
Eingang Adler-Apotheke Untertor

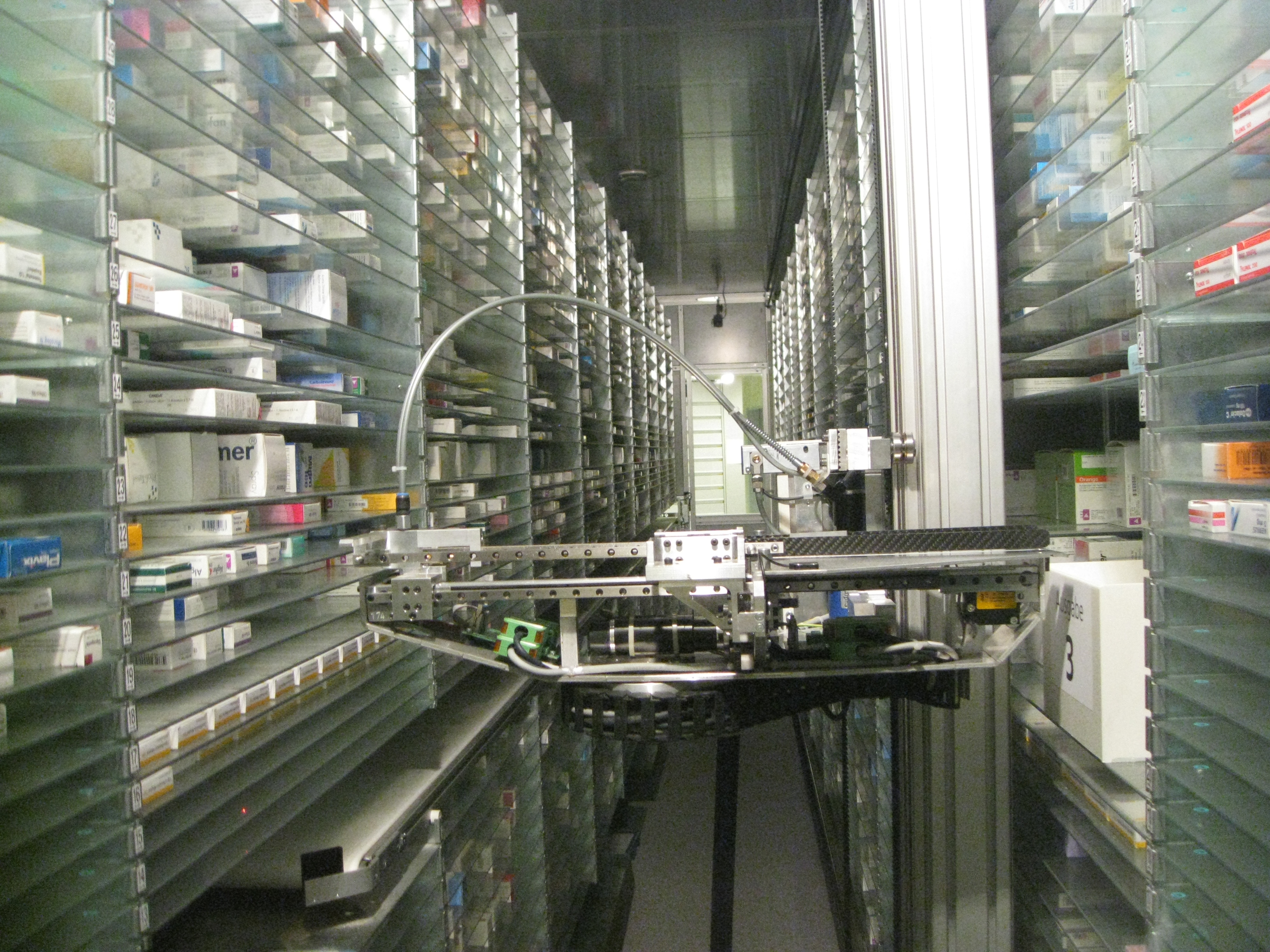
Roboter der Firma Rowa

Die Adler-Apotheke in Winterthur in der Schweiz ist die zweitälteste Apotheke der Stadt. Das Haus „Zum Maulbeerbaum“, worin sich die Apotheke befindet, wurde 1785 erbaut. Das fünfgeschossige Eckhaus am Bahnhofplatz steht wegen seiner stadtgeschichtlichen Bedeutung unter Denkmalschutz.

## Haus zum Maulbeerbaum
Das Haus „Zum Maulbeerbaum“ bildet den Eingang in die Altstadt von Winterthur. Es wurde im Jahre 1785 erbaut und war ursprünglich an den Turm des Tores (Untertor) angebaut. Damals war die Eulach vor dem Haus noch offen und floss der südlichen Stadtmauer entlang, wo sie über ein Wehr zur Schlangenmühle fiel. Vor 1785 stand an der Stelle der heutigen Adler-Apotheke ein städtisches Bauhaus „buhuse“, wie in einer Urkunde aus dem Jahr 1359 zu lesen ist. Die Bewilligung zur Erbauung des neuen Hauses erhielten die Gebrüder Steiner; Daniel (1737–1786) und Johann Caspar (1734–1812). Das Haus erhielt seinen Namen „Maulbeerbaum“ auf Vorschlag des aus Bergamo kommenden, im Seidenhandel tätigen Johann Caspar Steiner. Die Blätter des Maulbeerbaums sind die Nahrung der Seidenraupen.
Die Hauptfassade des Hauses „Zum Maulbeerbaum“ ist heute Teil des südlichen Bahnhofplatzes und war früher Bestandteil der alten Stadtmauer. Im Ratsprotokoll von 1784 waren die Vertragsbedingungen für die Fassade am Bahnhofplatz klar geregelt: Die Fenster im Parterre und im 1. Stock mussten vergittert („mit Eisen verstäbet“) werden, und auf dieser Seite durfte zu keiner Zeit ein Ausgang erstellt werden. Die Stadt gestattete damals noch keine privaten Ausgänge durch den Mauerring, und die Stadttore wurden noch bis 1833 nachts geschlossen. 1914 kam es dann zum ersten Mal zum Mauerdurchbruch, eine grosse Tür mit einem kleinen Balkon oberhalb wurde eingebaut. Die Tür blieb dann bis 1974 bestehen und wurde dann wieder geschlossen. Im Jahr 2011 hat die Erbengemeinschaft zusammen mit dem heutigen Besitzer der Adler-Apotheke beschlossen wieder eine Tür einzubauen, auch in Anbetracht des neuen Gestaltungsplans für den Bahnhofplatz Winterthur.

## Geschichte der Adler-Apotheke

Apotheker Eduard Gamper mit seinen drei Söhnen

Caesar Heinrich Steiner (1812–1894) eröffnete im Jahr 1839 im Erdgeschoss des Hauses „zum Maulbeerbaum“ eine Apotheke. Er war ein sehr erfolgreicher Geschäftsmann und Produzent von Medikamenten. Auf der Weltausstellung von 1855 erhielt er eine Medaille und die Auszeichnung „pour la qualité de ses produits chimiques“ (deutsch: „hochwertige Chemikalien“), die von Napoleon III. persönlich unterzeichnet ist.
1864 übernahm sein Schwiegersohn, Johann Wilhelm Gamper-Steiner (1802–1881), das Haus. Dessen Sohn Eduard (1845–1912) bildete sich als Apotheker aus, übernahm im Jahr 1874 die Apotheke und gab ihr den Namen „Adler-Apotheke“. Im Jahr 1911 kaufte Max Gamper (1874–1962), der sich ebenfalls zum Apotheker ausgebildet hatte, das Haus von seinem Vater ab und führte die Apothekertradition fort. Max Gamper war der Begründer der eigenen Spezialitätenmarke „Domaga“ (ein Akronym für Doktor Max Gamper) für Salben, Hustensirup und Schmerzmittel, welche im eigenen Haus hergestellt wurden.
Im Jahr 1942 übernahm Ernst Bäschlin-Gamper (1906–1992) von seinem Schwiegervater die Apotheke. Ernst Bäschlin erweiterte den Betrieb seiner Apotheke mit der Produktion von Augen- und Schmerzmedikamenten.
Als 1978 innerhalb der Besitzerfamilie niemand die Tradition des Apothekerberufes weiterführte, wurde die Apotheke an Urs Reinhard (1943–2018) verpachtet. Er erwarb die Apotheke im Jahr 1990, ehe er sie 2009 an Florian Meier verkaufte. Im Juli 2020 übergab Meier die Adler Apotheke der Galenicare-Gruppe.
Im Frühjahr 2011 kam zum traditionellen Apothekerbetrieb die Versandapotheke hinzu.
Die Apotheke betreibt seit 2012 ein Blisterzentrum. Die Produktion von Schlauchblistern dient der Abpackung von Tabletten in einzelne Portionen für einen individuellen Patienten. Zur Herstellung sind in der Schweiz Apotheken berechtigt, welche über eine Bewilligung der kantonalen Heilmittelkontrolle verfügen oder Blisterzentren mit Swissmedic-Bewilligung.